# Cantó de Janzé
El cantó de Janzé (bretó Kanton Gentieg) és una divisió administrativa francesa situat al departament d'Ille i Vilaine a la regió de Bretanya.

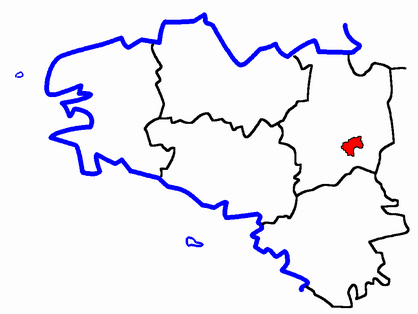
Situació del cantó

## Composició
El cantó aplega 6 comunes :
| Nom francès     | Nom bretó | Població | km²    | Codi Postal | Codi INSEE |
| Amanlis         | Amanliz   | 1.442    | 25,25  | 35150       | 35002      |
| Boistrudan      | Koetruzan | 494      | 12,80  | 35150       | 35028      |
| Brie            | Brev      | 698      | 13,56  | 35150       | 35041      |
| Corps-Nuds      | Kornuz    | 2.458    | 22,56  | 35150       | 35088      |
| Janzé           | Gentieg   | 5.364    | 41,26  | 35150       | 35136      |
| Piré-sur-Seiche | Pereg     | 1.877    | 36,34  | 35150       | 35220      |
| Cantó           | Gentieg   | 12.333   | 151,77 | -           | 3518       |

## Evolució demogràfica
| 1962  | 1968  | 1975  | 1982   | 1990   | 1999   |
| ----- | ----- | ----- | ------ | ------ | ------ |
| 9.844 | 9.973 | 9.769 | 10.152 | 10.805 | 12.333 |

## Història
| Data d'elecció                           | Identitat        | Partit | Qualitat |
| ---------------------------------------- | ---------------- | ------ | -------- |
| 1994-2001                                | Danielle Dufeu   | UDF    |          |
| 2001-2008                                | Paul Chaussée    | UMP    |          |
| 2008-                                    | Jean-Marc Lecerf | MoDem  |          |
| les dades anteriors no són pas conegudes |                  |        |          |
|                                          |                  |        |          |